# Zeughaus am Hohen Ufer

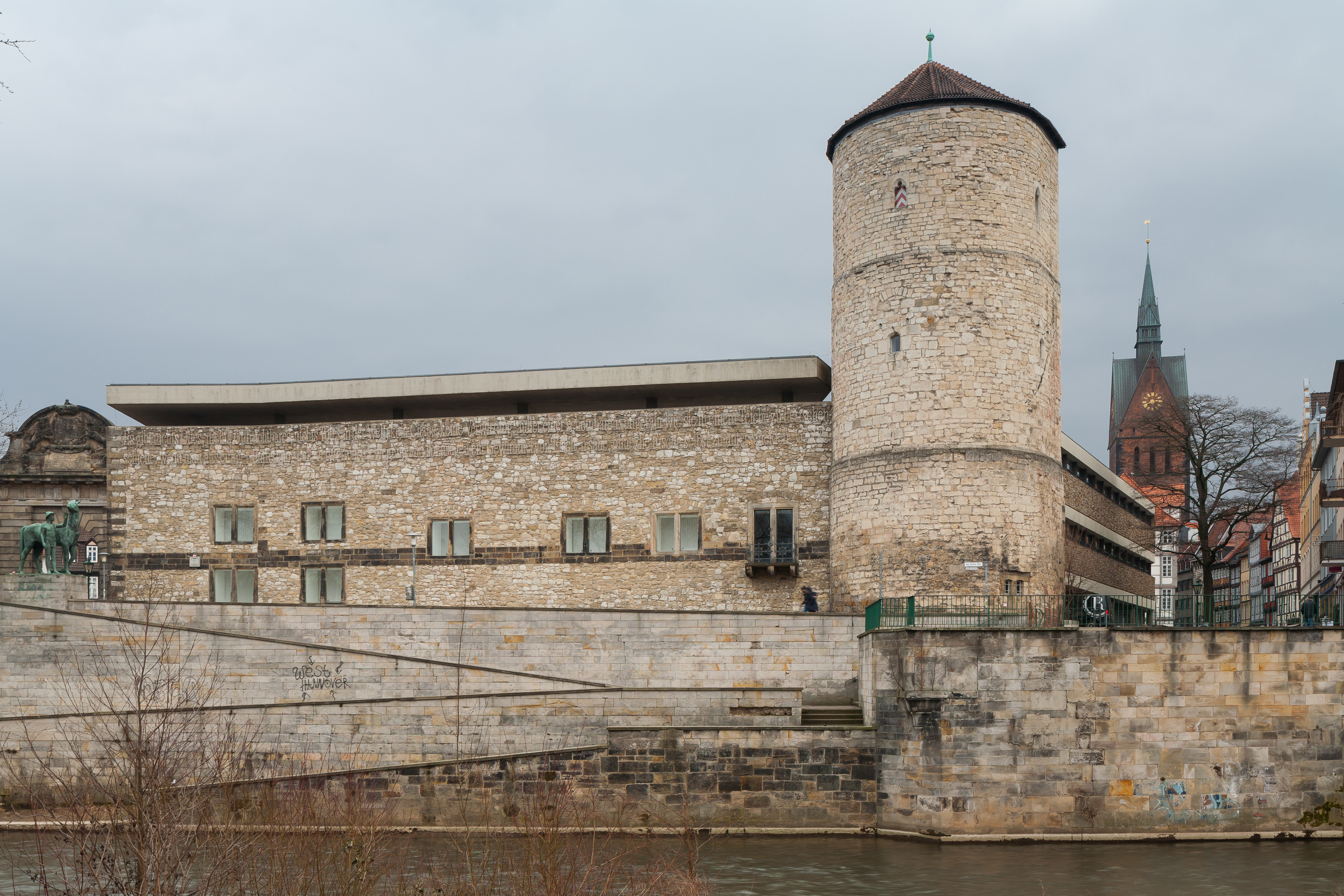
Links an den Beginenturm schließt das Zeughaus als Teil des Historischen Museums oberhalb der Pferdeschwemme Am Hohen Ufer der Leine an; im Hintergrund rechts ist die Marktkirche zu sehen

Das Zeughaus am Hohen Ufer in Hannover war der älteste der im Gebiet der hannoverschen Altstadt auf den Bau des Leineschlosses folgenden Staatsbauten. Das bis Mitte des 17. Jahrhunderts errichtete herzogliche Zeughaus für Georg Wilhelm, Herzog zu Braunschweig-Lüneburg, bezog einen Rest der ehemaligen Stadtbefestigung Hannovers ein. Die erhaltenen massiven Außenmauern wurden später – mit stark veränderten Öffnungen – wiederum in den Neubau des Historischen Museums Hannover einbezogen.

## Geschichte

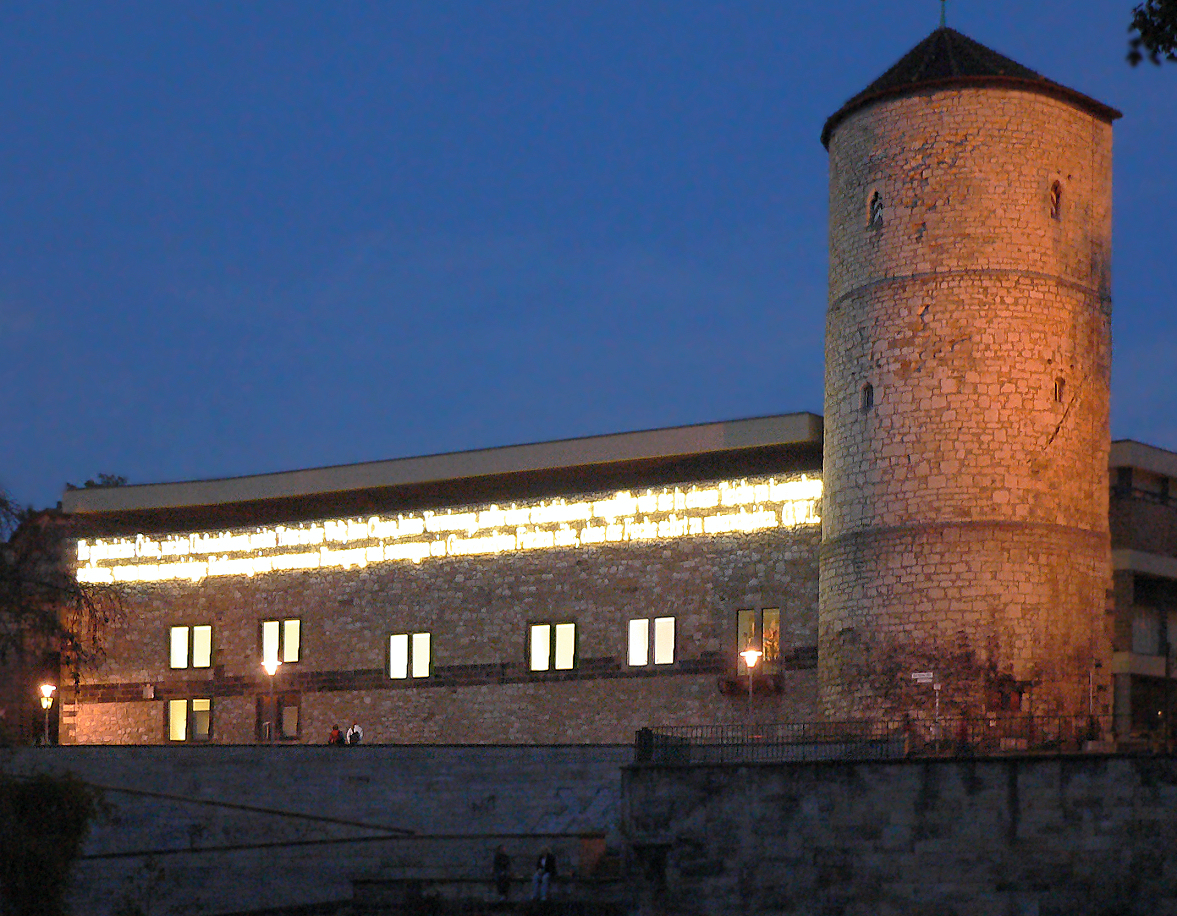
Lichtinstallation des Bildhauers Joseph Kosuth am Zeughaus

Nachdem mitten im Dreißigjährigen Krieg der Landesherr, Herzog Georg von Calenberg 1636 per Willensdekret die Stadt Hannover zu seiner Residenz bestimmt hatte, überließ ihm der Magistrat bereits 1639 das Grundstück nördlich des Beginenturm. An diesen Stadtturm anschließend errichtete der herzogliche Generalzeugmeister Welling von 1643 bis 1649 nun einen schlichten Nutzbau nahezu ohne Bauschmuck: Aus den am Lindener Berg gebrochenen Kalksteinen ließ dieser nun zwei massive, unverputzte Geschosse errichten, darüber eines aus Fachwerk, das von einem hohen Dach mit Lukarnen gedeckt wurde. Sämtliche Geschosse waren ursprünglich mit hölzernen Stützen dreischiffig unterteilt.
Da Zeughaus diente anschließend lange sowohl als Lager wie auch als Werkstatt für militärische Geräte der Welfen.
Zur Zeit des Königreichs Hannover wurde die Funktion des in die Jahre gekommenen Zeughauses durch den Neubau des Zeughauses am Waterlooplatz ersetzt. In der Folge ging der ältere Bau in den Besitz der Stadt Hannover über.
In der Gründerzeit des Deutschen Kaiserreichs wurde im Jahr 1887 das alte Zeughaus von bisher rund 57 Metern auf nunmehr 36 Meter Länge gekürzt, um einen Durchbruch der bis dahin als Sackgasse geführten Straße Roßmühle zu ermöglichen. Dafür wurde die Nordwand des Zeughauses neu errichtet und in diese der 1649 datierte und mutmaßlich von dem Bildhauer Peter Köster stammende Wappenstein von Herzog Georg Wilhelm eingesetzt.
Im Nordteil des ehemaligen Zeughauses nahm nun bald das städtische Leihamt seine Arbeit auf.
Durch die Luftangriffe auf Hannover während des Zweiten Weltkrieges wurde auch das alte Zeughaus durch Fliegerbomben der Alliierten stark zerstört.
In der Nachkriegszeit wurden die massiven Außenmauern des Zeughauses – nun allerdings mit stark veränderten Öffnungen – in den Neubau des Historischen Museum einbezogen und formen heute zugleich den größten Ausstellungsraum des Museums.

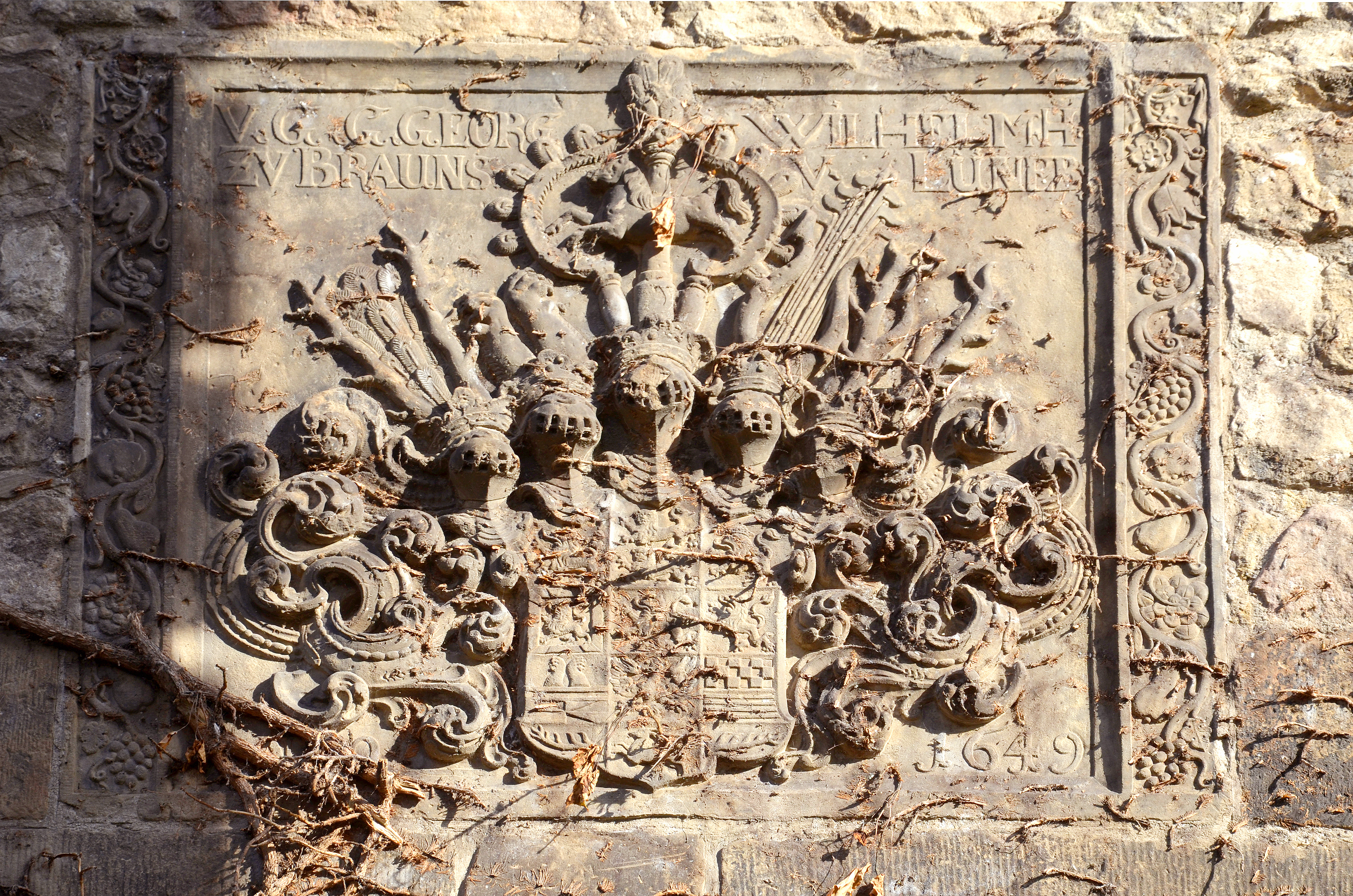
1649 datiertes Wappen von Herzog Georg Wilhelm
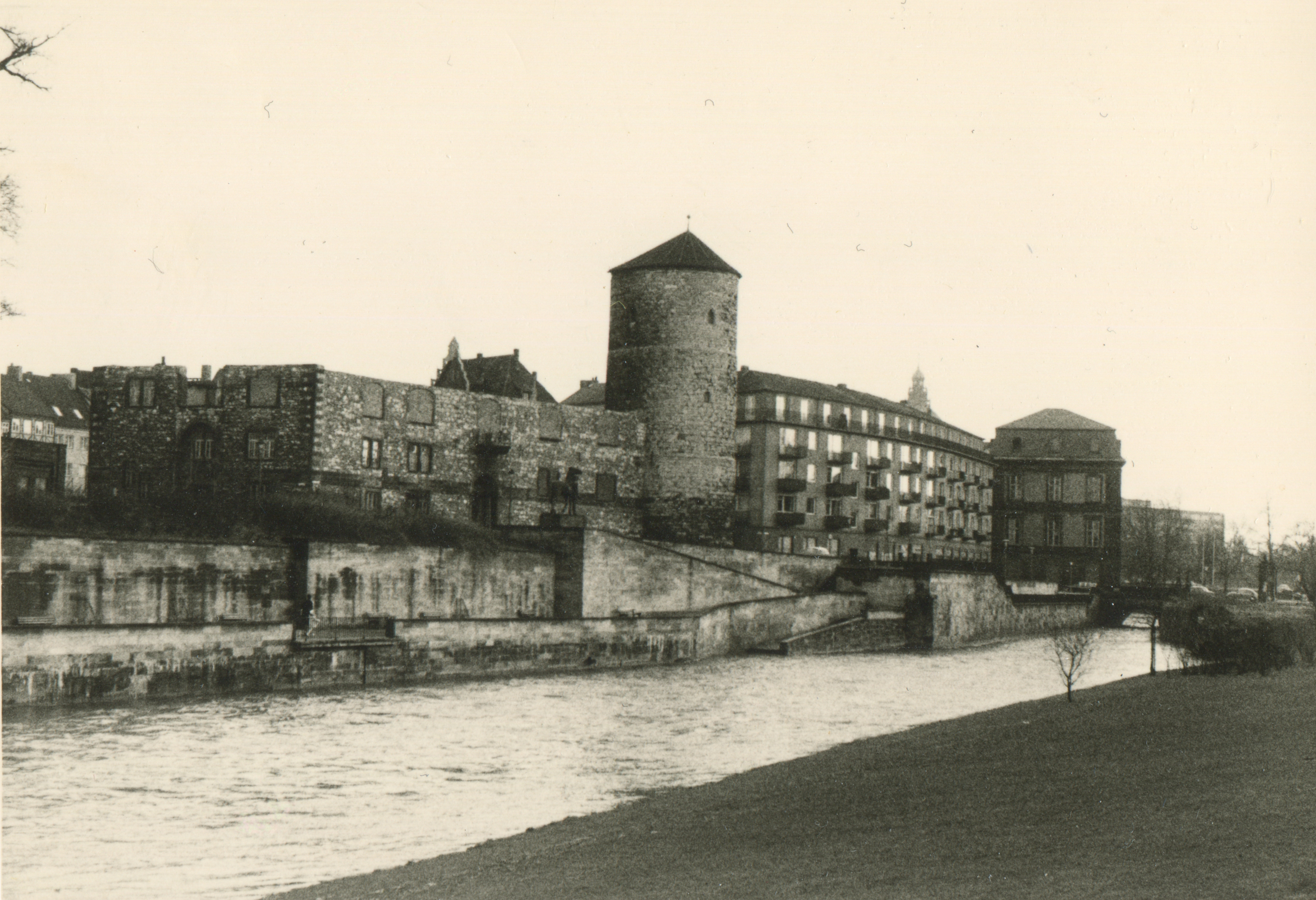
Anfang 1962: Blick vom Leibnizufer über die Leine zur Zeughaus-Ruine
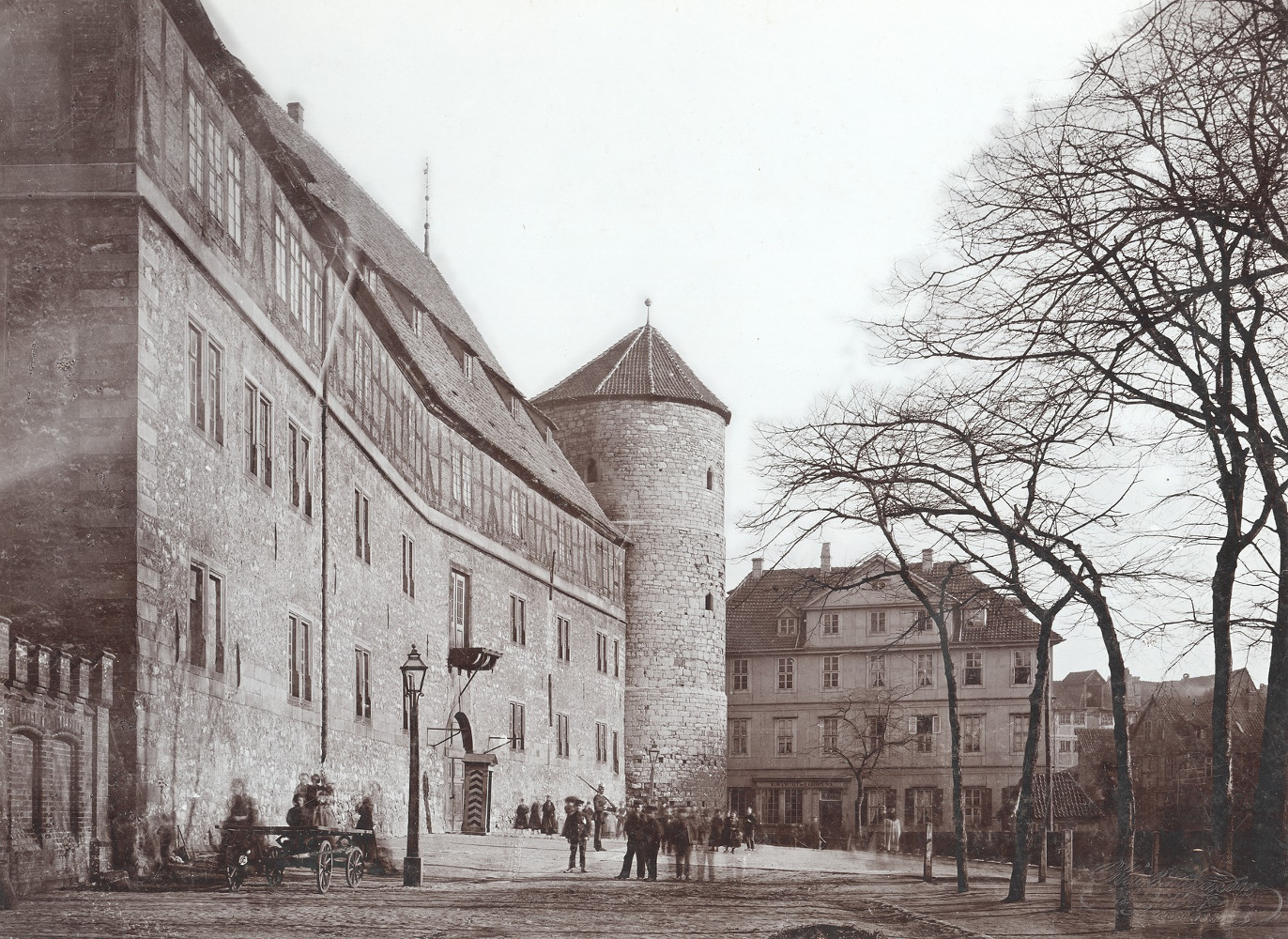
Fotografie vor der Verkürzung des Zeughauses im Jahr 1887 zwecks Durchbruchs der Straße Rossmühle
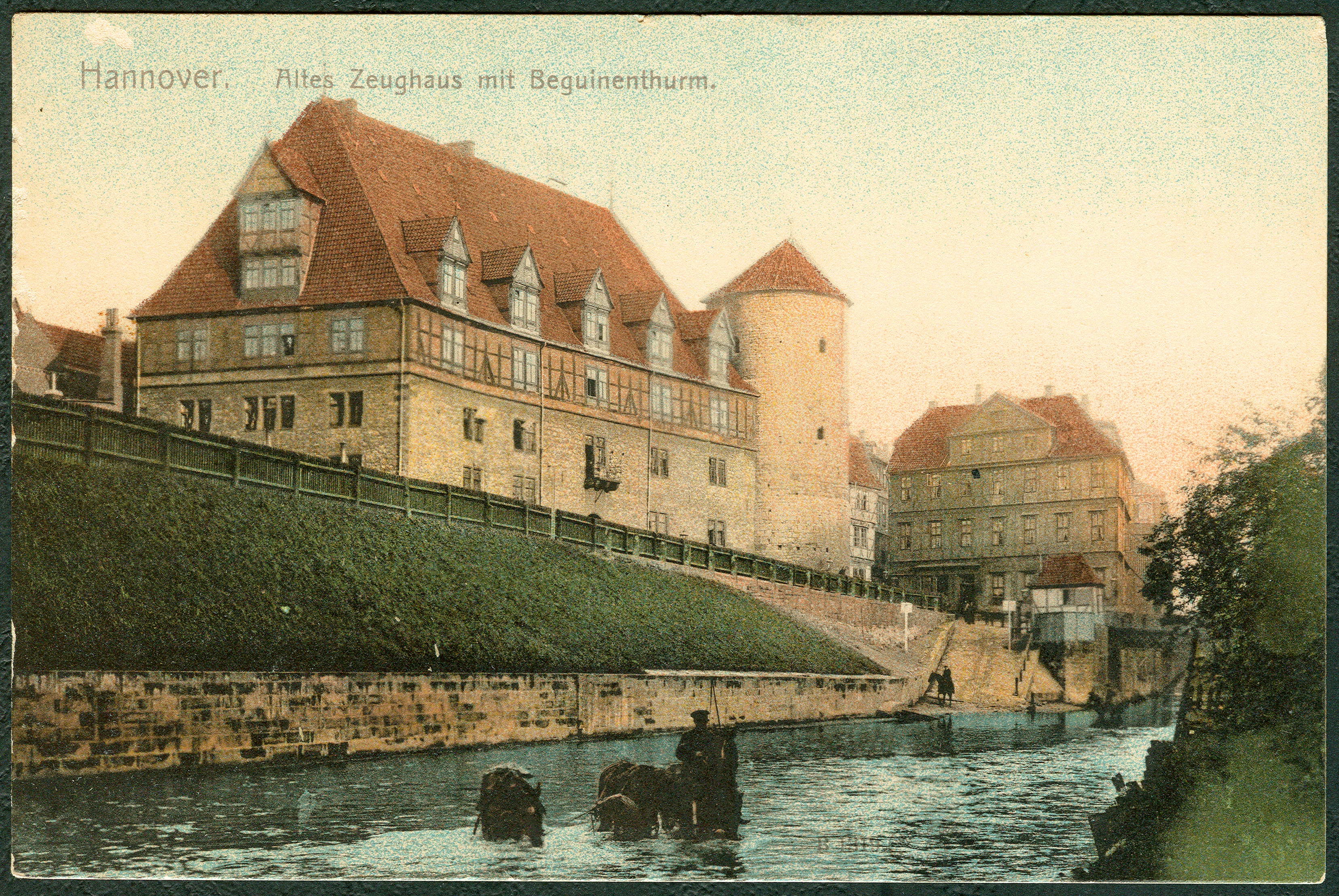
Das von 57 auf 36 Meter verkürzte Zeughaus mit drei Stockwerken und Steildach